# Philip Hindes
Philip Hindes (ur. 22 września 1992 w Krefeld) – brytyjski kolarz torowy, dwukrotny medalista olimpijski i wicemistrz świata.

## Kariera
Urodził się w Niemczech, jednak jego ojciec jest Brytyjczykiem i od 2010 trenuje w tym kraju. Wcześniej reprezentował Niemcy w zawodach juniorskich. Specjalizuje się w konkurencjach sprinterskich. Igrzyska w Londynie były jego pierwszym olimpijskim startem. Wspólnie z Chrisem Hoyem i Jasonem Kennym zdobył tytuł mistrza olimpijskiego w drużynie. Po zdobyciu medalu przyznał, iż w eliminacjach specjalnie przewrócił się, by Brytyjczycy mogli powtórzyć nieudany start wyścigu. UCI nie zmieniła wyników rywalizacji.